# 圣马丁隆戈
圣马丹隆戈（法語：Saint-Martin-Longueau，法語發音：[sɛ̃ maʁtɛ̃ lɔ̃ɡo]）是法国瓦兹省的一个市镇，位于该省中部偏南，属于克莱蒙区。

## 地理
圣马丹隆戈（49°20'31"N, 2°36'15"E）面积3.62 平方千米，位于法国上法蘭西大區瓦兹省，该省份为法国北部内陆省份，北起索姆省，西接厄尔省和滨海塞纳省，南至塞纳-马恩省和瓦兹河谷省，东临埃纳省。
与圣马丹隆戈接壤的市镇（或旧市镇、城区）包括：舒瓦西-拉维克图瓦尔、巴济库尔、蓬圣马克桑斯、大萨西、小萨西。
圣马丹隆戈的时区为UTC+01:00、UTC+02:00（夏令时）。

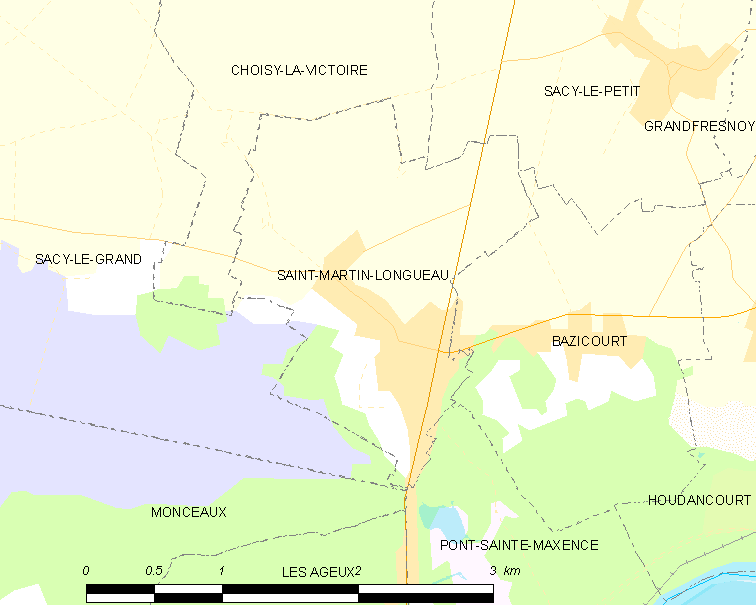
圣马丹隆戈的OSM定位图

## 行政
圣马丹隆戈的邮政编码为60700，INSEE市镇编码为60587。

## 政治
圣马丹隆戈所属的省级选区为蓬圣马克桑斯县。

## 人口

1962-2008年间圣马丹隆戈人口变化图示

圣马丹隆戈于2022年1月1日时的人口数量为1431人。